# Displacing the Priest
A Displacing the Priest  egy Nitin Sawhney lemez 1996-ból.

## Számok
1. Oceans and Rain 4:20
2. In the Mind 4:39
3. Herecica Latino 2:52
4. Saudades 3:42
5. Displacing the Priest 8:37
6. Bengali Song 4:08
7. Streets 3:54
8. Voices 2:19
9. Pieces of Ten [Chandru mix] 5:20
10. Vidya	1:31